# Societas perfecta
Eine societas perfecta („vollkommene Gemeinschaft“ oder „vollkommene Gesellschaft“) ist in der politischen Philosophie, der katholischen Ekklesiologie und dem katholischen Kirchenrecht eine in dem Sinn autarke oder unabhängige Gemeinschaft, dass sie alle zur Verwirklichung ihres (umfassenden) Ziels notwendigen Mittel und Bedingungen selbst besitzt und keiner übergeordneten Gemeinschaft unterworfen ist. Diese Unabhängigkeit wurde in der Verwendungsgeschichte des Begriffs im Wesentlichen der Polis (Stadtstaat), dem Staat und der Kirche zugeschrieben.

## Aristoteles
Ausgangspunkt der Begriffsentwicklung war die politische Philosophie des Aristoteles, der die aus mehreren Dörfern bestehende Polis als „vollkommene Gemeinschaft“ (κοινωνία τέλειος) bezeichnete, „die gewissermaßen die vollkommene Autarkie besitzt“. Das Ziel der Polis ist das gute Leben; sie besteht von Natur.

## Scholastik
Die Idee der „vollkommenen Gemeinschaft“ wurde in der mittelalterlichen Philosophie wieder aufgenommen. In direktem Bezug auf Aristoteles nennt etwa Thomas von Aquin den Staat (civitas) eine vollkommene Gemeinschaft (communitas perfecta).

## Infragestellung durch die (protestantische) Aufklärung
In der naturrechtlichen Tradition der Aufklärungszeit, wie z. B. bei Pufendorf, hat dezidiert nur der Staat die wesentlichen Eigenschaften einer societas perfecta, dem die Kirche deshalb untergeordnet sein muss. Protestantische Lehren wollten „die Kirche nach Art eines beliebigen privaten Vereins der staatlichen Jurisdiktion“ unterstellen.

## Lehramtliche Übernahme dersocietas perfecta-Konzeption
In der katholischen Philosophie und Theologie wurde mehr und mehr auch der Kirche der Charakter einer societas perfecta zugeschrieben. Die damit gegebene wechselseitige Unabhängigkeit von Kirche und Staat sicherte der Kirche (theoretisch) die Freiheit vor den wachsenden Ansprüchen des Staates auf Einmischung in kirchliche Angelegenheiten.
Höhepunkt dieser Entwicklung bildete die Übernahme dieser Lehre der zwei „vollkommenen Gesellschaften“ (Kirche und Staat) durch das kirchliche Lehramt durch Papst Pius IX. und vor allem Leo XIII. In seiner Enzyklika Immortale Dei führt Leo XIII. 1885 etwa in Bezug auf die Kirche aus:

„[…] sie ist eine vollkommene Gesellschaft eigener Art und eigenen Rechtes, da sie alles, was für ihren Bestand und ihre Wirksamkeit notwendig ist, gemäß dem Willen und kraft der Gnade ihres Stifters in sich und durch sich selbst besitzt. Wie das Ziel, dem die Kirche zustrebt, weitaus das erhabenste ist, so ist auch ihre Gewalt allen anderen weit überlegen, und sie darf daher weder als geringer betrachtet werden als die bürgerliche Gewalt, noch dieser in irgendeiner Weise untergeordnet werden.“

Den zwei vollkommenen Gesellschaften entsprechen zwei Gewalten, die kirchliche und die staatliche:

„Der einen obliegt die Sorge für die göttlichen Belange, der anderen für die menschlichen. Jede ist in ihrer Art die höchste: jede hat bestimmte Grenzen, innerhalb derer sie sich bewegt, Grenzen, die sich aus dem Wesen und dem nächsten Zweck jeder der beiden Gewalten ergeben.“

Während also grundsätzlich die harmonische Beziehung zwischen Staat und Kirche über die klare Abgrenzung ihrer Verantwortungsbereiche gesichert wird, muss es für Fälle, in denen sich diese Bereiche überschneiden, eine Ordnung zwischen den zwei Gewalten geben. Um diese Ordnung zu verdeutlichen, vergleicht Leo das Verhältnis von Staat und Kirche mit dem Verhältnis von Leib und Seele.
Bis zum Zweiten Vatikanischen Konzil (1962–1965) war die Lehre von den zwei vollkommenen Gesellschaften in der von Leo XIII. aufgenommenen Fassung in der katholischen Theologie und dem katholischen Kirchenrecht bestimmend.

## Nachkonziliare Positionen

### Theologie
Im Zweiten Vatikanischen Konzil wird die Lehre explizit nicht mehr erwähnt. In der modernen, nachkonziliaren katholischen Theologie spielt sie – außer als negative Hintergrundfolie – kaum noch eine Rolle.
Ob das Konzil selbst die Lehre von den zwei vollkommenen Gesellschaften auch inhaltlich aufgegeben hat, ist umstritten. Jedenfalls hat sich Papst Paul VI. auch nach dem Konzil noch direkt auf sie bezogen. In dem Motu proprio Sollicitudo omnium ecclesiarum zu den Aufgaben der päpstlichen Legaten (1969) fasst er die Lehre kurz zusammen:

„Es kann nicht bestritten werden, daß die Aufgaben von Kirche und Staat verschiedenen Ordnungen angehören. Kirche und Staat sind in ihrem jeweiligen eigenen Bereich vollkommene Gesellschaften. Das bedeutet: Sie verfügen über ihre eigene Rechtsordnung und über sämtliche dazu erforderliche Mittel. Sie sind auch, im Rahmen ihrer jeweiligen Zuständigkeit, zur Anwendung ihrer Gesetze berechtigt. Andererseits darf aber nicht übersehen werden, daß beide um das Wohl desselben Menschen bemüht sind, nämlich des Menschen, der von Gott berufen ist, das ewige Heil zu erlangen.“

### Kanonisches Recht
Im neuen Kirchenrecht des CIC 1983 wird die Lehre von der societas perfecta nicht ausdrücklich erwähnt. Teilweise wird in can. 113 § 1 CIC/1983, d. h. in der Bestimmung/Behauptung, dass die katholische Kirche und der Apostolische Stuhl „aufgrund göttlicher Anordnung den Charakter einer moralischen Person“ haben, ein Niederschlag der societas-perfecta-Lehre gesehen.
Ursprüngliches Ziel der societas-perfecta-Lehre sei es, die Autonomie der Kirche vor dem „staatlichen Allmachtsanspruch“ zu verteidigen.
Die nachkonziliare „schlechte Konjunktur“ der societas-perfecta-Lehre dürfte auf unterschiedlichen Perspektiven beruhen: Die Kennzeichnung der Kirche als societas perfecta ist konziliar betrachtet juristisch und ekklesiologisch unterbestimmt und dürfte auch in der Innenperspektive die theologische Legitimation von Kirchenrecht nicht genügend bestimmen. Im Außenverhältnis zum jeweiligen Staat bringt sie aber anhaltend den Anspruch der Kirche auf den Begriff, eine vom Staat unabhängige rechtliche Autonomie zu haben, was wiederum Ausdruck dessen ist, dass die katholische Kirche sich (auch) als rechtförmig begreift.